# Occidozyga
Occidozyga ist eine Gattung der Frösche aus der Familie der Dicroglossidae, früher war sie in der Familie der Echten Frösche eingeordnet. Die Gattung ist hauptsächlich in Südostasien vertreten.

## Beschreibung
Das Typusexemplar der Gattung Occidozyga, der Java-Schwimmfrosch, wurde in der knappen Erstbeschreibung durch Heinrich Kuhl und Johan Coenraad van Hasselt 1822 wegen „seiner völlig ovalen Gestalt“ als Ovalkröte bezeichnet. Nach Meinung dieser Forscher war die neue Gattung „ein Mittelding“ zwischen den Fröschen (Gattung Rana) und den Kröten (Gattung Bufo). Die Zehen aller Arten der Gattung sind sehr schlank und durch eine Schwimmhaut verbunden, was ihnen eine gute Schwimmfähigkeit verleiht.

## Verbreitung
Die Froschgattung Occidozyga ist vom Osten Indiens über Südostasien bis Südchina und Indonesien verbreitet. Sie kommt von der indischen Provinz Westbengalen über Bangladesch, Myanmar, Thailand, Kambodscha, Laos, Vietnam und Malaysia bis in die südchinesischen Provinzen Yunnan, Guangxi, Guangdong, Hainan, Jiangxi und Fujian vor. Auf den indonesischen Inseln ist die Gattung von Sumatra, Sulawesi und Java bekannt. Sie kommt auch auf einigen Inseln der Philippinen, wie Mindoro und Mindanao vor.

## Systematik und Taxonomie
Heinrich Kuhl und Johan Coenraad van Hasselt sandten ihre in Briefen verfassten Forschungsberichte aus Niederländisch-Indien an die Naturforscher Coenraad Jacob Temminck, Theodorus van Swinderen und Wilhem de Haan in Leiden, wo sich diese mit der Gründung des Rijksmuseum van Natuurlijke Historie  (heute „Naturalis“) befassten. Die Briefe enthielten eine Vielzahl an neubeschriebenen Tier- und Pflanzengattungen und -arten aus Java, darunter die Gattung Occidocyga. Erst nach Heinrich Kuhls Tod im Jahre 1821 konnten diese Briefe 1822 in den fachübergreifenden wissenschaftlichen Zeitschriften Algemene Konst- en Letter-Bode und Isis von Oken auf Deutsch veröffentlicht werden. Johan Coenraad van Hasselt verstarb 1823. Erst 1829 wurde von Carl Gravenhorst in Breslau unter dem Namen Rana lima die Froschart aus Java beschrieben, die der knappen Beschreibung der Gattung Occidozyga als Grundlage diente. Diese wurde 1925 von Leonhard Hess Stejneger der Gattung zugeordnet. Durch eine Beschreibung von Johann Jakob von Tschudi aus dem Jahr 1838 war die Gattung lange Zeit unter dem Namen Oxyglossus bekannt, dieser musste jedoch aufgegeben werden, da unter demselben Namen zehn Jahre früher von William Swainson eine Vogelgattung beschrieben worden war.
Die meisten Arten der Gattung Occidozyga befanden sich einige Zeit in der Gattung Phrynoglossus, diese wurde jedoch 1996 mit Occidozyga zusammengelegt. Seither wird die Diskussion um die Abgrenzung der beiden Gattungen weitergeführt. Zur Klärung der Fragen werden phylogeographische und molekularbiologische Studien angestellt.

## Arten
Die Gattung umfasst 17 Arten:
Stand: 14. Juli 2025
- Occidozyga baluensis (Boulenger, 1896)
- Occidozyga berbeza Matsui, Nishikawa, Eto, Hamidy, Hossman & Fukuyama, 2021[10]
- Occidozyga celebensis Smith, 1927
- Occidozyga diminutiva (Taylor, 1922)
- Occidozyga floresiana Mertens, 1927
- Occidozyga laevis (Günther, 1858)[11]
- Occidozyga lima (Gravenhorst, 1829)
- Occidozyga lingnanica Lyu & Wang, 2022[12]
- Occidozyga magnapustulosa (Taylor & Elbel, 1958)
- Occidozyga martensii (Peters, 1867)
- Occidozyga myanhessei (Kohler, Vargas, Than & Thammachoti, 2021)[12]
- Occidozyga obscura (Gray, 1831)
- Occidozyga semipalmata Smith, 1927
- Occidozyga shiwandashanensis Chen, Peng, Liu, Huang, Liao & Mo, 2022[13]
- Occidozyga sumatrana (Peters, 1877)
- Occidozyga swanbornorum (Trageser, Al-Razi, Maria, Nobel, Asaduzzaman & Rahman, 2021)[12]
- Occidozyga tompotika Iskandar, Arifin & Rachmanasah, 2011[5]

- Occidozyga vittata (Andersson, 1942) wurde im August 2020 mit Occidozyga martensii (Peters, 1867) synonymisiert.[14]
- Die Gattungen Frethia, Oreobatrachus und Phrynoglossus wurden mit Occidozyga synonymisiert.
- Occidozyga rhacoda (Inger, Boeadi & Taufik, 1996) wurde als Limnonectes rhacodus in die Gattung Limnonectes transferiert.